# ایستگاه متروی ۲۹ بهمن
ایستگاه متروی ۲۹ بهمن یکی از ایستگاه‌های متروی تبریز است که در سه‌راه راهنمایی و در بلوار ۲۹ بهمن واقع شده‌است. این ایستگاه، ایستگاه شمارهٔ ۵ خط یک است.

## مشخصات
ایستگاه متروی ۲۹ بهمن در سه‌راه راهنمایی و در خط یک متروی تبریز قرار گرفته و از آن‌جایی که خط مترو در این قسمت به روی سطح زمین منتقل می‌شود، این ایستگاه از نوع ارتفاعی است.
مساحت کل ایستگاه ۷۲۴۵ متر‌ مربع و دارای ۲ طبقه و ۲ ورودی است. این ایستگاه با روش Cut And Cover اجرا شده‌است.

## نگارخانه

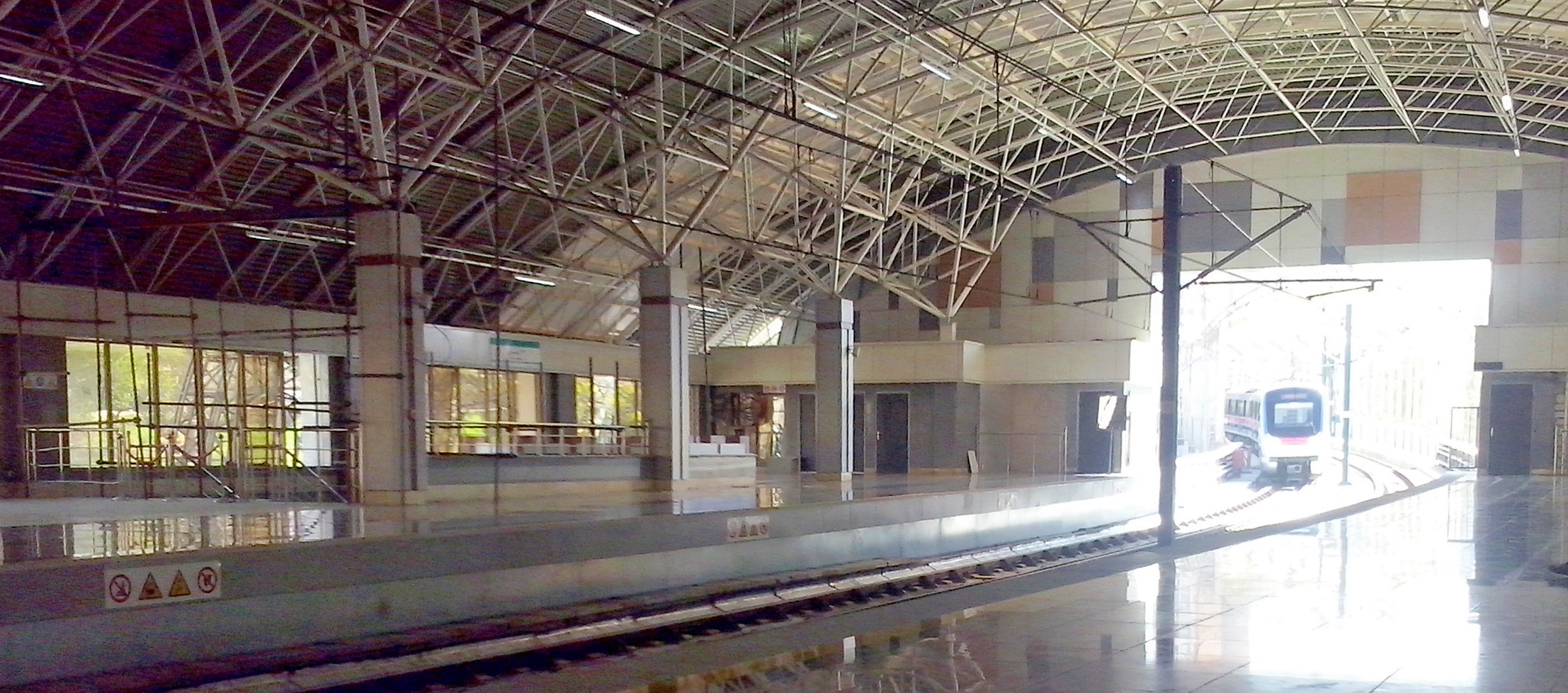
قطار مترو، در حال ورود به ایستگاه ۲۹ بهمن متروی تبریز.
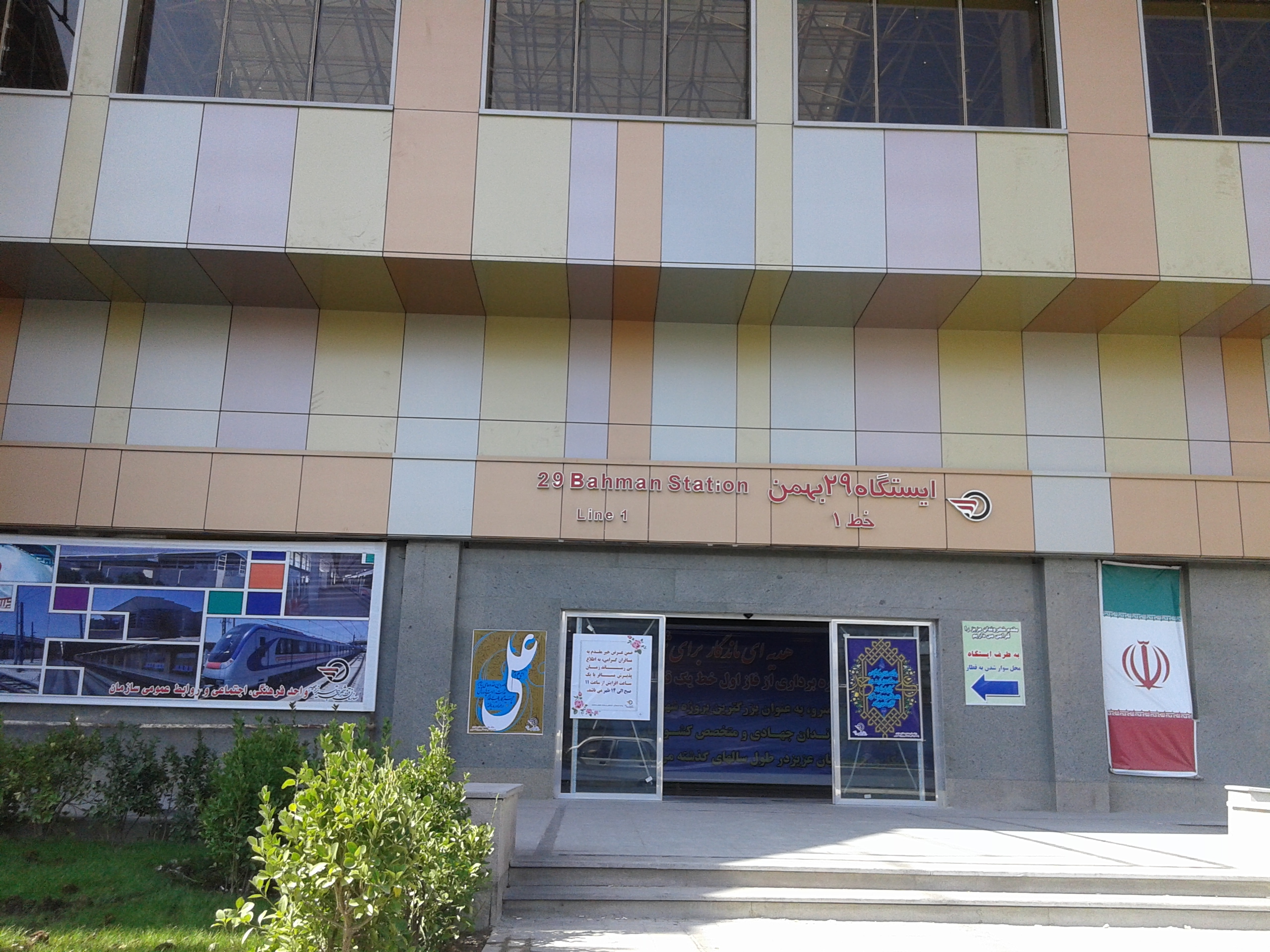
ایستگاه ۲۹ بهمن خط ۱ متروی تبریز.
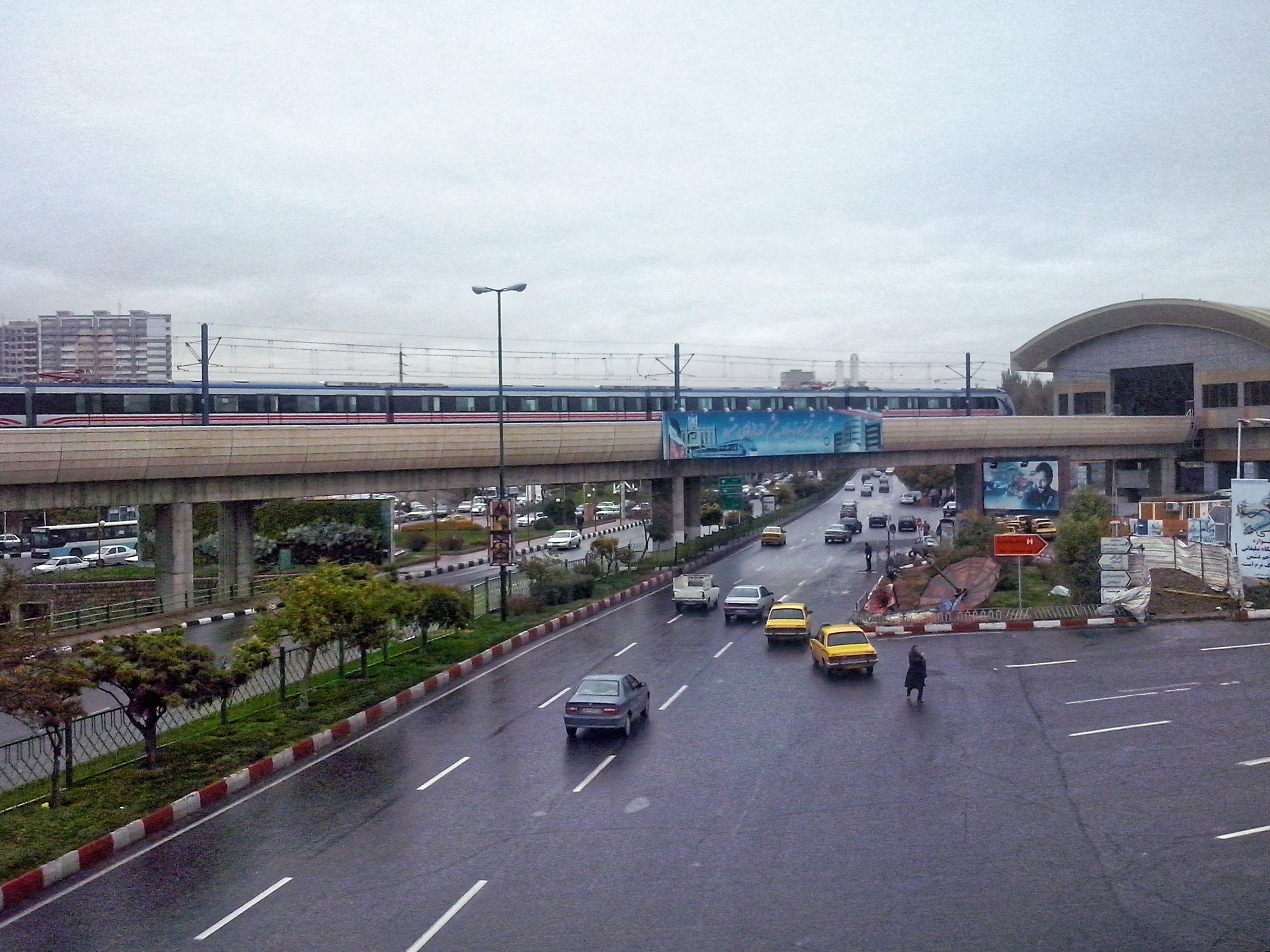
قطار متروی تبریز بر روی پل ویژه مترو، در حال خروج از ایستگاه ۲۹ بهمن به طرف ایستگاه شهریار.